# 達哈他
達哈他（穆麟德轉寫：dahata，1633年—1687年），佟佳氏，滿洲人，清朝政治人物、清朝吏部尚書。
曾任左都御史。康熙二十四年九月己卯，接替伊桑阿，擔任清朝吏部尚書，后去世。由科爾坤接任。